# Aéroport de Fife
L'aéroport de Fife (code OACI : EGPJ) est un aérodrome sans licence situé à 2 milles nautiques à l'ouest de Glenrothes, Fife, Écosse .
L'aérodrome est utilisé par Tayside Aviation pour former des pilotes. En 1998, il a été élu meilleur aérodrome du Royaume-Uni par le magazine «Flyer». L'aéroport contient également le célèbre restaurant «Tipsy Nipper».
Le Fife Flying Club et le Skydive St Andrews sont tous deux basés à l'aéroport de Fife.

## Les références
- Aéroport Fife Ltd
- Tayside Aviation Ltd
- Aéroclub Fife
- Skydive St Andrews